# Chamaeleo melleri
Chamaeleo melleri är en ödleart som beskrevs av  Gray under 1865. Chamaeleo melleri ingår i släktet Chamaeleo och familjen kameleonter. Inga underarter finns listade i Catalogue of Life.